# Vitellariopsis
Vitellariopsis es un género con seis especies de plantas  perteneciente a la familia de las sapotáceas. 

## Especies seleccionadas
- Vitellariopsis cuneata
- Vitellariopsis dispar
- Vitellariopsis ferruginea
- Vitellariopsis kirkii
- Vitellariopsis marginata

## Sinónimo
- Austromimusops